# Abzieher (Werkzeug)

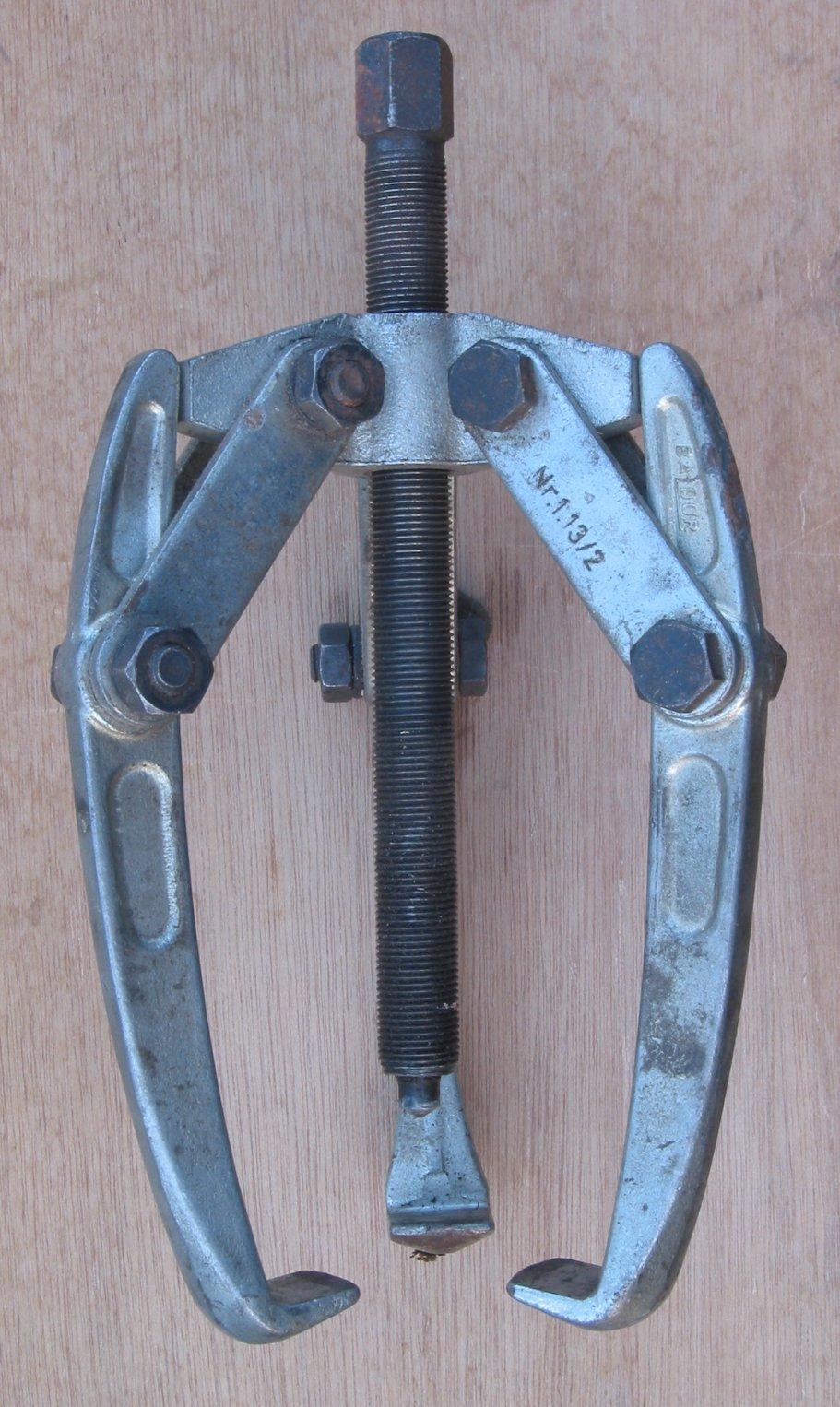
Dreiarmabzieher

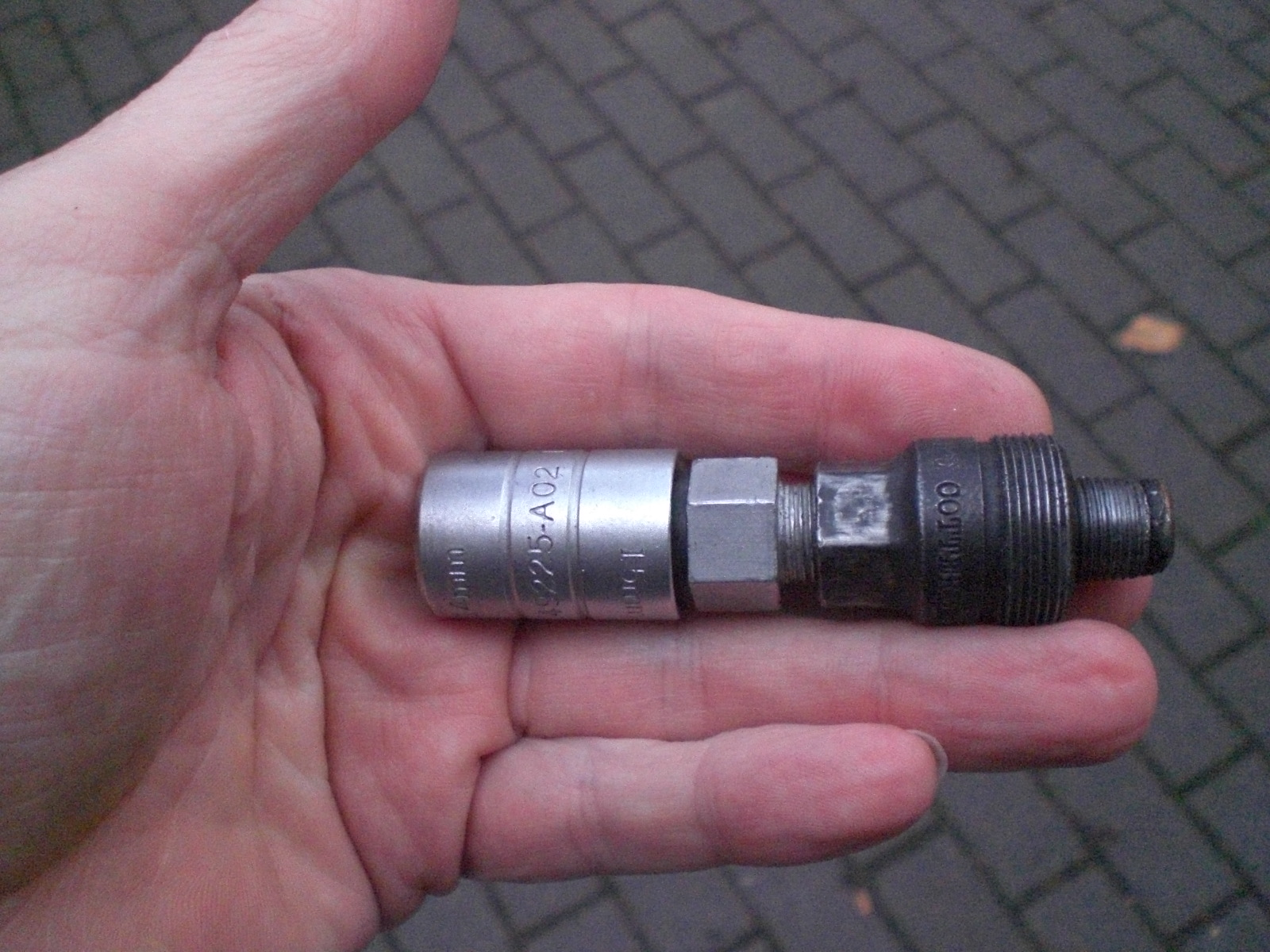
Tretkurbelabzieher

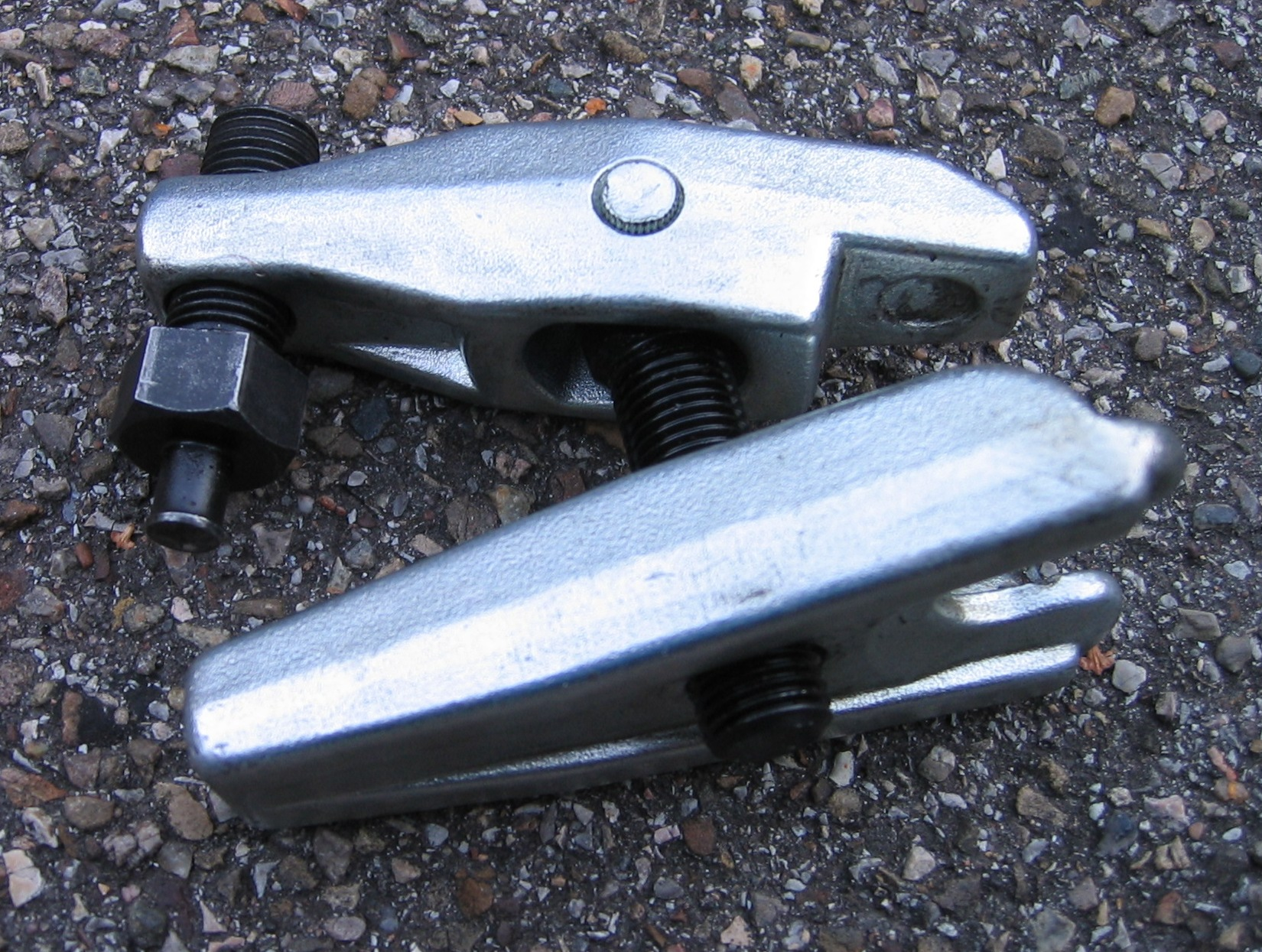
Ausdrückwerkzeug

Der Abzieher ist ein Werkzeug zum Lösen verspannter Verbindungen von Bauteilen im Maschinenbau.
Er wird benötigt, um auf/eingepresste, aufgeschrumpfte oder eingezogene Bauteile, die durch eigene Reibungskraft in ihrer Position gehalten werden, zu lösen. Die Abziehkraft wird durch eine Schraube oder eine hydraulische Presse erzeugt.
- Am bekanntesten sind zwei- oder dreischenklige Universalabzieher zum Lösen von aufgepressten Teilen von Achsen oder aus Bohrungen, wie z. B. Buchsen, Kugellager u. Ä. Die Angriffsbreite und Angriffstiefe kann bei diesen Abziehern variiert werden.
- Zum Lösen von Teilen, die in eine Kegelbohrung eingezogen sind, wie z. B. Kugelgelenkbolzen in Lenkachsen von Automobilen, werden Abzieher in Form einer kurzen massiven umgekehrten Zange verwendet. Die eine Seite wird mit einer Schraube auseinander gedrückt, die andere drückt den Bolzen aus der Kegelbohrung heraus.
- Bauteilspezifische Abzieher haben überwiegend ein spezielles Aufnahmeelement (meistens ein Gewinde) und eine konzentrische Ausrück- oder Ausziehschraube. Sie können aber auch ganz spezielle Formen haben.
- Viele Fahrräder besitzen konische Vierkante an der Tretachse. Zum Lösen einer Tretkurbel wird ein Kurbelabzieher in diese geschraubt. In manchen Kurbeln ist die Abziehfunktion durch eine eingeschraubte Buchse schon integriert: Die Kurbelbefestigungsschraube (Innensechskant) wird gelöst, dann kräftig weiter aufgedreht. Dabei drückt sie von innen auf die Buchse, die die Kurbel von der Achse presst.